# LRT Televizija
LRT Televizija (también conocido como LRT TV, antes LTV1), es el primer canal de televisión público lituano, operado por LRT. Emite una programación generalista basada en ficción, entretenimiento, informativos, eventos especiales y deporte.

## Historia
El canal inició emisiones el 30 de abril de 1957 como TV Vilnius. En junio del mismo año, las autoridades integraron la radio y televisión públicas en una única sociedad, el «Comité de Radio y Televisión», controlada por la república socialista. En 1958 se crearon los servicios informativos y el canal se consolidó gracias a la producción propia. 
A partir de 1975 se emitió programación en color.
Cuando Lituania se independizó de la Unión Soviética, el canal cambió su nombre a LTV. 
El 27 de julio de 2012, el canal adoptó su denominación actual, ya que LRT modificó la imagen corporativa y el nombre de todas las emisoras de radio y canales de televisión.
Empezó a emitir en formato 16:9 el 25 de marzo de 2013. 
El 20 de enero de 2014 inició sus emisiones en HD, siendo el primer canal de televisión en Lituania en implantarlo. Desde el 22 de septiembre de 2015 emite las 24 horas del día.
En 2022 se adoptó la imagen corporativa actual.

## Imagen corporativa

1990 - 1992
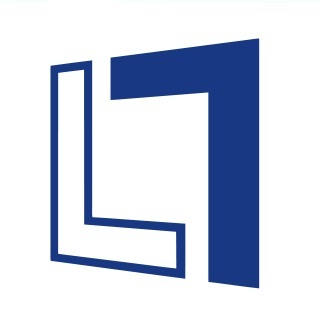
2003 – 2012
2012 – 2022
2022 – actualidad